# Lef Nosi
Lef Nosi (Ilbaszan, 1877. április 9. – Kodra e Priftit, Tirana mellett, 1946. február 15.) albán politikus, publicista, történész, néprajzi gyűjtő. Az 1900-as évek végétől az albán nemzeti mozgalom jeles alakja, Elbasan hazafias egyesületének szervezője, a város első albán nyelvű újságának kiadó-szerkesztője volt. 1912–1914-ben az első albán kormány postaügyi tárcáját vezette. Az albán államiság első évtizedében több ízben volt miniszter (1916, 1918), tagja volt a párizsi békekonferencián részt vevő albán küldöttségnek (1919–1920), majd Elbasan polgármesteri feladatait látta el (1924). Ezt követően másfél évtizedre visszavonult a politikától, és történeti kutatásoknak szentelte életét. A második világháborúban a Nemzeti Front tagjaként ismét politikai szerepet vállalt, a régenstanács tagja lett (1943–1944), amiért a hatalomra került Albán Kommunista Párt hatóságai letartóztatták, majd háborús bűnök vádjával kivégezték.

## Életútja
Ilbaszan (a mai Elbasan) egyik tehetős, görögkeleti kereskedőcsaládjának sarja volt. Két éven át gyógyszerészetet tanult Athénban, de felsőfokú tanulmányokat nem végzett.

### Küzdelem Albánia önállóságáért
Fiatal korában aktívan részt vett szülővárosa közéletében. 1908-ban hazafias egyesületet szervezett Elbasanban, majd ugyanazon év novemberében részt vett a latin betűs albán ábécé bevezetéséről döntő manasztiri kongresszuson, bár szavazati joggal nem rendelkezett. A következő évben egyik szervezője volt  a szülővárosában megrendezett közművelődési kongresszusnak, amelyen a küldöttek egy albán tanítóképző intézet megnyitását határozták el. 1910. március 25-én indította el Elbasan első albán nyelvű újságját, az általa szerkesztett és kiadott, Tomorri című nemzeti érzelmű hetilapot. Ugyancsak 1910 folyamán – a korabeli beszámolók alapján a közösség megelégedésére – átvette az elbasani Tanítóképezde (Shkolla Normale) vezetését. Az év folyamán azonban az oszmán hatóságok lapját betiltották, az iskolát bezáratták, Nosit pedig az anatóliai Bursába száműzték. Egyes források szerint már 1911 áprilisában, mások szerint csak 1912-ben térhetett haza albán földre.
Ezt követően még intenzívebben kapcsolódott be az albánság önállósodási törekvéseibe. Szülővárosa küldötteként jelen volt az Albánia függetlenségét kikiáltó, 1912. november 28-án kezdődő vlorai nemzetgyűlésen, a függetlenségi nyilatkozat aláíróinak egyike volt. A december 4-én megalakult első nemzeti kabinet, a de facto 1914. január 15-éig hivatalban lévő Qemali-kormány postaügyi – teljes címén posta- és távírdaügyi – minisztere,, valamint a kormány munkáját segítő szenátus alelnöke lett. Amikor az első világháború során, 1916. január 29-én Elbasant elfoglalta a Bolgár Cárság egyik gyalogosalakulata, majd a polgári igazgatást Amet Zogollinak engedte át, Nosi Zogolli legszűkebb köréhez tartozott. Az 1916. február 18-án Elbasanban felállt, Aqif Elbasani vezette ideiglenes kormány minisztere lett annak április 14-ei feloszlásáig.
A világháború végén Nosi az 1918. december 25-én Durrësban megalakult Përmeti-kormány gazdasági minisztere lett. Nem sokáig töltötte be a posztot, mert 1919–1920-ban a párizsi békekonferencián részt vevő, Luigj Bumçi vezette albán küldöttség tagja volt. 1919–1920-ban a párizsi béketárgyalásokon részt vevő albán küldöttség tagja volt.

### Elbasani visszavonultságban
Az 1920-as évek pártküzdelmei során a háttérbe húzódott. Az 1924. évi júniusi forradalom után szülővárosa, Elbasan polgármestere lett, de a forradalom 1924. decemberi leverését követően teljesen visszavonult a politikai élettől. 1929-ben Elbasanban telepedett le, ahol egyfelől kereskedelmi tevékenységet végzett, saját üzlete volt, de elsősorban történeti kutatásainak és néprajzi gyűjtéseinek szentelte az idejét. Ezekben az években közeli barátja és gyűjtőútjain társa lett az Elbasanban letelepedett skót antropológus, Margaret Hasluck, akivel a rossz nyelvek szerint gyengéd érzelmek is összefűzték.
Az 1932-ben alapított elbasani közkönyvtár szervezésében is szerepet vállalt, az igazgató mellé rendelt könyvtári bizottság vezetőségi tagja volt. Nosi híres volt könyvszeretetéről, az 1930-as években Midhat Frashërié után az övé volt Albánia második legnagyobb magánkönyvtára, amely Margaret Hasluck kényszerű 1939. áprilisi távozása után további 3 ezer kötettel gyarapodott.

### Második világháborús szerepvállalása
A második világháborúban, 1943 júniusában Nosi csatlakozott a Nemzeti Fronthoz, és a szervezet vezetőségi tagja lett. Az ország német megszállása után, 1943. október 20-án létrehozott négytagú Régensi Főtanács (Këshilli i Lartë i Regjencës) ortodox felekezetű tagja lett. Bár negyedmagával együtt elutasította a felkérést, a német megszállókat kiszolgáló nemzetgyűlés a régenstanács kijelölt tagjainak tiltakozását figyelmen kívül hagyva szavazta meg őket a tisztségükbe. Miután a németek megkezdték csapataik kivonását az országból és várható volt az Albán Kommunista Párt hatalomátvétele, Nosi 1944 októberében hivataláról lemondott.

### Kivégzése
Az Albán Kommunista Párt már 1943. november 3-án kelt, shpati körlevél néven ismert dokumentumában elítélte, árulóknak és Gestapo-ügynököknek nevezte a régenstanács négy tagját, köztük Nosit. Az 1944. novemberi kommunista hatalomátvételt követően Nosi bujdosni kényszerült.  A kommunista hatóságok unokaöccsét, Vasil Nosit kegyetlen kínzásnak vetették alá, forrásban lévő vízbe tették a lábát, aki végül elárulta nagybátyja rejtekhelyét. Nosi már épp szökni próbált Tiranából, amikor 1945. augusztus 8-án letartóztatták. A per, amelyben a régenstanács másik tagjával, Anton Harapival és az 1943-ban rövid ideig a miniszterelnöki pozíciót betöltő Maliq Bushatival együtt vonták háborús bűnök vádja alá, 1946 februárjában vette kezdetét egy tiranai moziépületben. Nyolc ülésnap után megszületett a halálos ítélet, és 1946. február 15-én a Tirana melletti Pap-dombon (Kodra e Priftit) mindhármukat kivégezték, majd jeltelen sírban elhantolták. Nosi jó barátja, Margaret Hasluck még az eljárás előtt levelet írt az Albán Kommunista Párt főtitkárának, Enver Hoxhának, amelyben Nosi életének megkíméléséért könyörgött. Választ sosem kapott, de a pártvezető a levél apropóján ezt követően mindkettejüket besározva „Nosi szajhájaként” utalt a skót antropológusnőre.

## Történészi munkássága

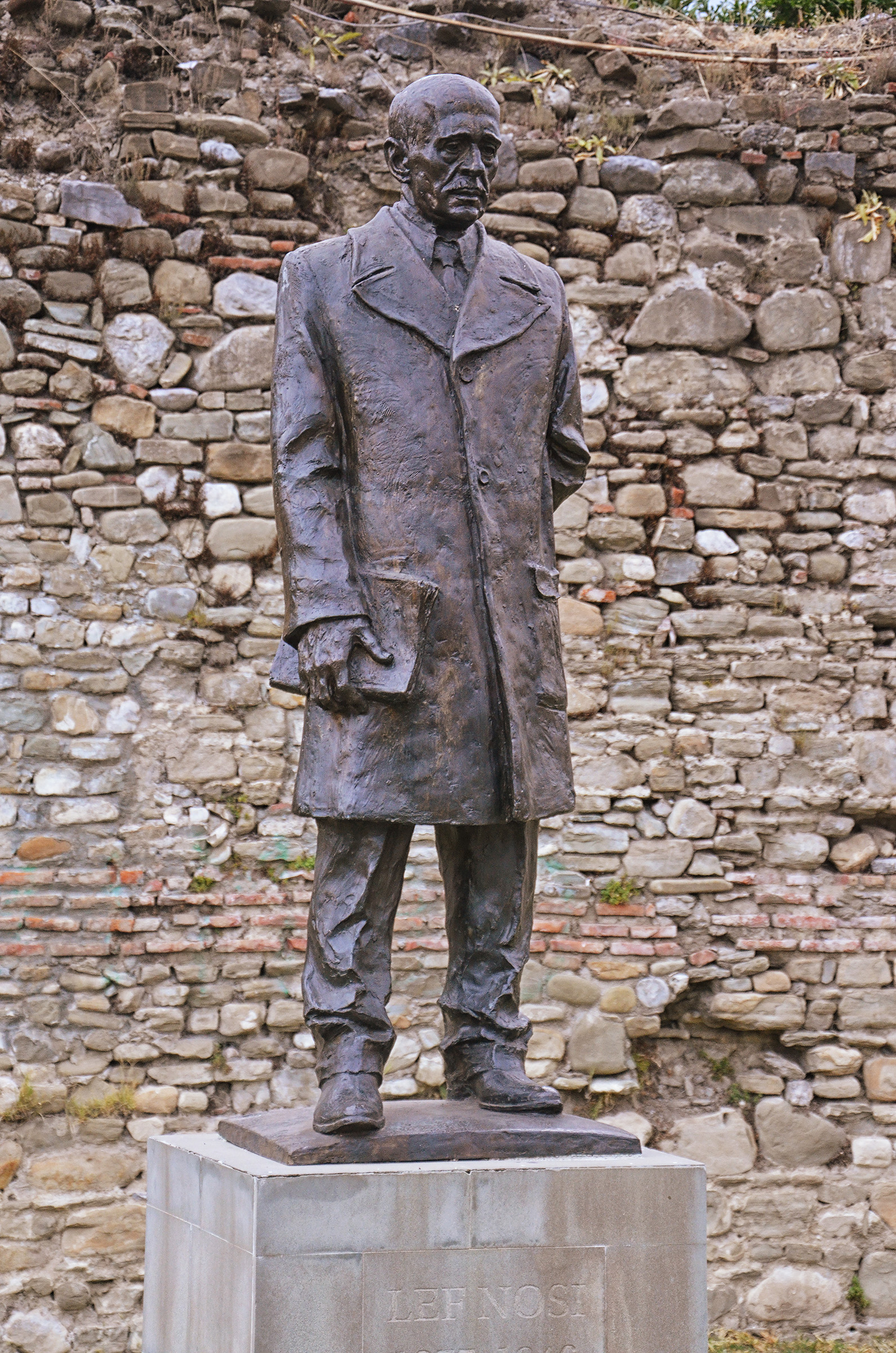
Nosi szobra szülővárosában, az elbasani várnál

Nosi elbasani visszavonultsága másfél évtizedében megszállottan gyűjtötte a főként Albánia 20. század eleji történetével kapcsolatos eredeti dokumentumokat, de olyan ritkaságok is a tulajdonába kerültek, mint az elbasani ábécé betűivel írt, 18. századi shijoni evangélium-fordítástöredékek. Gyűjtőmunkája eredményeképpen több történeti publikációt írt, de legnevezetesebb munkája az 1912-es albán függetlenség eredeti dokumentumait is közreadó,  Dokumenta historike për t’i shërbye historiës tonë kombëtare (’Történeti dokumentumok nemzeti történelmünk szolgálatában’) gyűjtőcímen megjelent kiadványsorozat (Elbasan, 1924–1925). Emellett tekintélyes gyűjteménye volt közép-albániai régészeti leletekből, és gyakran járt népköltészeti-néprajzi gyűjtőúton. Edith Durham elismerően méltatta Nosi folklorisztikai gyűjtéseit, az egyetlen albánnak titulálta, aki igazán megértette a néphagyományban rejlő értékeket.